# ピウス9世 (ローマ教皇)
ピウス9世（ラテン語: Pius IX, イタリア語: Pio IX, 1792年5月13日 - 1878年2月7日）は、第255代ローマ教皇（在位：1846年6月16日 - 1878年2月7日）、カトリック教会の司祭。本名はジョヴァンニ・マリア・マスタイ＝フェッレッティ（Giovanni Maria Mastai-Ferretti）。31年7か月という最長の教皇在位記録を持ち、イタリア統一運動の中で中世以来の教皇領を失い、第1バチカン公会議を召集し、「誤謬表」を発表して近代社会との決別を宣言した。また、聖母マリアの無原罪の御宿りの教義を正式に制定した。カトリック教会の福者。ピオ9世と表記されることもある。

## 生涯

### 生誕から教皇就任まで
1792年に教皇領のセニガッリアで貴族の家に生まれた。
ジョヴァンニ・フェレッティは神学校で学び、1819年に叙階された。1823年、チリ政府の要請により派遣された宣教団の監査官として南アメリカに渡った。ウルグアイとアルゼンチンを経て翌年3月にサンティアゴに到着したが、ベルナルド・オイギンスの失脚後に現地当局がカトリック教会と対立したため宣教団の任務は中断となり、約2年ぶりにローマに帰還した。
1831年、スポレートの大司教に任命された後、1840年に枢機卿に選出された。
グレゴリウス16世の死去を受けて行われたコンクラーヴェは、保守派と改革派の激しいせめぎあいとなったが、紆余曲折を経て選ばれたのはフェレッティであり、ピウス9世を名乗った。1700年以来最年少となる54歳での選出だった。

### 教皇就任
教皇就任時のピウス9世はリベラル寄り（自由主義・改革派）の教皇と見られていた。ピウス9世は先代グレゴリウス16世が「鉄道は地獄への道」だとして頑として許可しなかった教皇領での鉄道敷設を認める（バチカンの鉄道）、出版の検閲緩和を行うなどの自由主義的政策を行った。また教皇領において政治犯の恩赦を行った。

### 1848年革命の勃発と教皇の保守化
ピウス9世は教皇領の侵犯に断固反対し、イタリア地域に大きな影響力を有していたオーストリア帝国の指導者メッテルニヒらの脅しにも毅然と教皇領の独立を主張するなど毅然とした姿勢を取った。イタリアの民族主義者らはイタリア地域のオーストリアからの解放と、イタリア統一を望んでいたが（リソルジメント）、教皇のこうした毅然とした態度は民族主義者らから歓迎された。彼らはピウス9世を「覚醒教皇」と呼び、イタリア統一の象徴として支持した。彼の乗った馬車にある者が駆け寄って「聖なる父よ。勇気を持ってください。聖下には我らがついています。」と激励する事件が起こるほどであった。
1848年は、1848年革命と呼ばれる自由主義革命運動が欧州各国で発生した。オーストリアでは革命運動で宰相クレメンス・フォン・メッテルニヒが退陣に追い込まれた。オーストリアの支配下にあったヴェネツィアとミラノにも波及し、ミラノではミラノの5日間と呼ばれる民衆反乱が発生し、ヴェネツィアでは自由主義者のダニエーレ・マニンを長とする臨時政府が樹立された。ミラノの自由主義者らはサルデーニャ王国国王のカルロ・アルベルトに介入を要請した。カルロ・アルベルトは自国の王政転覆を防ぎ自由主義者らを懐柔したいという思惑もあって、これに応える形で同年3月23日にオーストリアに宣戦布告を行った（第一次イタリア独立戦争）。なお国王カルロ・アルベルトはイタリア統一を目的としてこの戦争を起こしたと言われることもあるがそれは誤りであり、これまでの伝統的な王国の国策を踏襲したにすぎずイタリア全土を統一することは考えていなかった。オーストリアが支配するロンバルディア地方はイタリア有数の経済力のある地域だったので、サルデーニャ王国はロンバルディア地方へ版図拡大を図ることを国策にしていた。
イタリア統一を望む勢力は教皇軍の援軍を期待したが、ピウス9世はカトリック教国であるオーストリアとの摩擦を嫌い、同年4月に戦争はカトリック分裂の恐れがあるとの理由で教会は一切戦争に介入しないという教書を発し、リソルジメントとは一線を引くことにした。サルデーニャ軍の戦局は不利に進み、1849年 3月のノヴァーラの戦いで惨敗し、権威を失墜したカルロ・アルベルトは同日に退位しポルトガルへ亡命した。カルロ・アルベルトの子、ヴィットーリオ・エマヌエーレ2世がサルデーニャ新国王に即位した。
1848年革命の影響は教皇領にも波及し、立憲政治を求める市民階級が革命運動を広めると、教皇自身は自由主義に次第に距離を置くようになる。1848年3月にローマ新憲法を発布するも、教会側の優位を認めた保守的なもので、自由主義者らの失望を集めた。その後教皇の信頼の厚い首相ペッレグリーノ・ロッシが暗殺されて暴動が起こり、教皇自らも市民軍によって軟禁された。1848年11月24日ピウス9世は政情不安定のローマを離れ、密かに両シチリア王国のガエータへ逃れた。教皇領にはローマ共和国が成立した。これを警戒した教皇はローマ共和国に破門を宣言した。
フランス大統領ルイ・ナポレオン（後のナポレオン３世）は、国内のカトリック保守派の歓心を買うため、1849年4月にフランス軍をローマ共和国に差し向け、滅ぼそうとした。一度は ジュゼッペ・ガリバルディが率いる軍勢に敗れたが、フランス軍は体制を立て直し、再び攻撃を仕掛け、ローマ共和国を滅ぼした。フランス軍によって秩序が回復されるとピウス9世は1850年にローマに帰還した。この一件からローマには、カトリックと教皇の守護のためフランス軍が駐屯するようになった。

### サルデーニャ王国（イタリア王国）との対立激化

#### シッカルディ法案

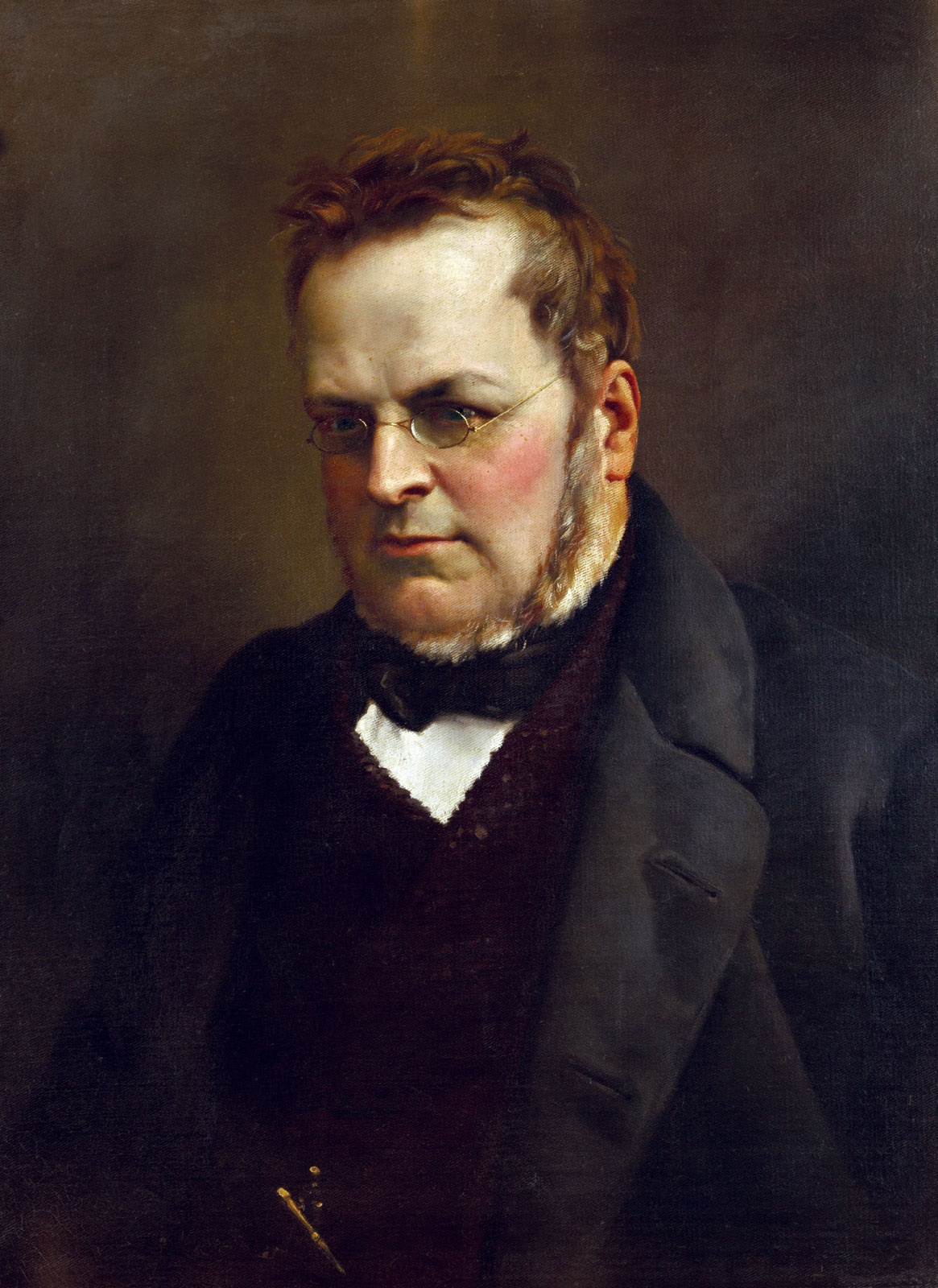
カミッロ・カヴール

カトリック教国のサルデーニャ王国の教会はアジール権などの中世的な特権を近代になっても保持していたが、1849年に発足した自由主義者マッシモ・ダゼーリョを首班とする内閣はそれの廃止を目論んだ。法務大臣のジュセッペ・シッカルディは、教会のアジール権の廃止などを定めたシッカルディ法案を議会に提出した。この法案提出者はシッカルディだが、法案を実際に起草したのは当時一介の議員だった自由主義者のカミッロ・カヴールではないかと指摘されている。ピウス9世は法案を可決しないようサルデーニャ王国に圧力をかけたが、法案は議会で可決された。
ダゼーリョ内閣の農商務大臣を務めていたピエトロ・ディ・サンタローザが1850年に死去した。シッカルディ法案の採決などを巡ってサンタローザは教会と対立し、臨終の際に秘跡（終油礼）の施しを聖職者から拒否されるという不遇の最期だった。サンタローザの臨終に立ち会った友人のカミッロ・カヴールは、秘跡の施しを拒んだ神父の元へ行き口汚く罵って口論になった。カヴールは「いずれ修道士連中はトリノから追われることになるだろう」という脅し文句まで言い放ったという。カヴールは『イル＝リソルジメント』紙上にサンタローザへの秘跡の施しを拒否した教会を非難する言説を発表し、その中で「苦しみに打ちひしがれたサンタローザ家族の痛ましい様子を語らないことにしておこう。それはあらゆる想像を超えており、文明化された自由なキリスト教国で起きたこととは想像もつかない光景だからだ。」と述べた。
ダゼーリョ内閣は世俗化を図るため、1851年3月に大学でのユダヤ人学生への学位授与を認める法案と、信仰を前提にする神学部（宗教学とは異なる）の廃止を求める法案を議会に提出した。カヴールは議会で辛辣なカトリック批判を行った。カヴールは大学の神学の講義で反政府的主張をする聖職者らを問題視し「国費で宣伝屋連中を雇うのは、お人よしというほかない」と論じた。この法案は「大学が政府指示を受け入れないときのみ強制できる」という付帯事項を加えた修正案が議会を通過した。

#### 民事婚法案
続いて首相のダゼーリョは民事婚法の制定を目指した。サルデーニャ王国では国教のカトリックの教義に基づく宗教婚しか認められていなかったが、民事婚法案は、行政機関に婚姻届を届け出れば婚姻関係を認めるという内容だった。ピウス9世は、またしてもサルデーニャ王国に圧力をかけ、法案を廃案に追い込もうとした。よく言えば敬虔・悪く言えば迷信深い国王ヴィットーリオ・エマヌエーレ2世はピウス9世の意向を踏まえて民事婚法案に反対の立場を表明した。これを受けてダゼーリョは民事婚法案の成立を断念し内閣総辞職を国王に申し出た。ダゼーリョは後任の首相にカミッロ・カヴールを推挙した。
国王ヴィットーリオ・エマヌエーレ2世はカヴールを首相に任じる代わりに、民事婚法案を成立させないようにすることをカヴールに迫ったが、その法案に賛成していたカヴールは国王の要求を拒絶し、首相の任官も拒否した。しかし国王はカヴールに代わる首相適任者を見出すことができなかったので、不本意ながら民事婚法案に関する条件を付けずに1852年11月にカヴールを新首相に任命した。

#### カラビアーナ危機

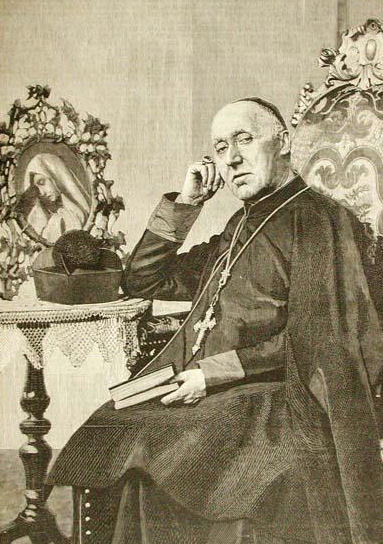
ルイージ・カラビアーナ

カヴール内閣は、前内閣の国内のカトリック教会の特権を廃止する政策を引き継いだ。カヴール内閣は、修道院を廃止してその財産を国有化し、国家財源に充てるというウルバーノ・ラッタッツィが起草した修道院法案を議会に提出した。修道院法案には国家予算による聖職者への生活手当の廃止も定められていた。カヴールは修道院の修道士を「労働を拒絶する、近代的価値観に反する存在」だと批判した。この法案は1855年3月に下院を通過したが、保守勢力の牙城になっていた上院で激しい反対に遭った。上院議員で大司教のルイージ・カラビアーナが法案反対の中心人物だった。もともとカトリック教国のサルデーニャ王国は敬虔なカトリック信徒が多く、カヴールを批判する世論もあり、修道院法案の廃案を求める署名は10万人を数えた。
ピウス9世は、修道院法案に関わる者全てを公会議で定められた規則通りに処罰（破門）すると脅迫した。国王もこの法案に反対の意向を示した。1855年の1月から2月にかけて、国王の母（マリア・テレーザ）、妻（マリーア・アデライデ）、弟（ジェノヴァ公フェルディナンド）が相次いで死去した。聖職者らは修道院を邪険に扱ったことで神罰を受けたと喧伝したが、迷信深い国王はそれを信じ込んだ。国王はピウス9世に対して「修道院法を成立させないようにする」という手紙を書いた。国王の根回しもあり1855年4月に修道院法案は上院で否決された。カヴールと、法案に強く賛同していたラッタッツィは、国王の御前に呼び出され妥協するよう求められたが、二人は意思を変えるつもりは全くなかった。ラッタッツィと国王の間では激しい言葉の応酬があったという。妥協する意思のないカヴールは内閣総辞職を決定し、第一次カヴール内閣は崩壊した。一連の政治的騒動は上院議員ルイージ・カラビアーナの名前を取って、カラビアーナ危機と呼ばれる。カラビアーナ危機は近代的な政教分離の原則に真っ向から反するものだった。
カヴールを嫌っていた国王ヴィットーリオ・エマヌエーレ2世は、軍人のジャコモ・デュランドを首相とする内閣を発足させ、この難局を乗り切ろうとした。しかしデュランドが下院で多数を占める自由主義者の大物政治家らに入閣を打診しても、みな拒絶されてしまい組閣できなかった。前首相のダゼーリョは「修道士の悪だくみに騙されてならない」と国王に上奏した。国王は結局、デュランド内閣の発足を諦め、渋々カヴールを再び首相に任命した。
カヴールは、修道院が完全に廃止されるまでは、修道士はそこに住んでいて良いとする経過措置を加えた修正修道院法案を再び議会に提出した。法案は5月22日に上院でかろうじて可決され成立した。カヴールは民事婚法案も併せて提出しこちらも成立した。ピウス9世は宣言していた通り、同年7月26日に法案成立に関与した国王、首相カヴールとその閣僚ら、賛成した議員らを全員破門した。しかし国王の破門は死の直前に取り消すと約束した。ちなみに修道院法の廃止適用を受けたのは335施設、修道士男性3,733名、修道士女性1,756名だった。
カラビアーナ危機はサルデーニャ王国国政の政教分離・世俗化の過程で生じたもので、後のオットー・フォン・ビスマルクとの文化闘争と同質のものだったと考える識者もいる。

#### イタリア王国の成立

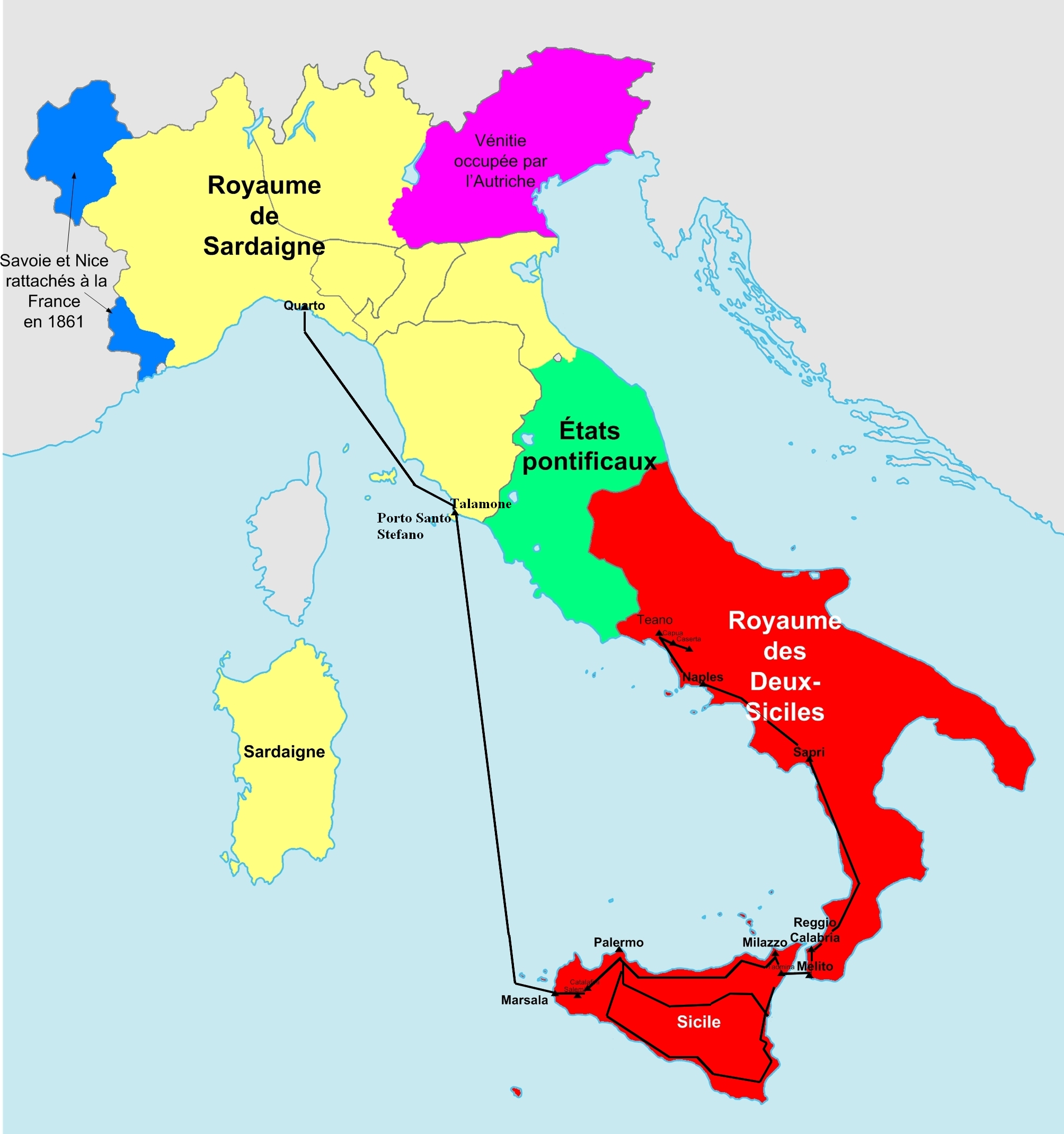
ガリバルディの遠征の経路

サルデーニャ王国宰相カヴールによってイタリア統一が進められていたが（現在の主流説によれは、カヴールの関心事は祖国の版図拡大であり、経済発展の立ち遅れていた南イタリアを併合する計画はなかったとされる）、ガリバルディはカヴールのやり方とは異なる方法で、イタリア統一のための行動を開始した。ガリバルディは南イタリアの両シチリア王国を私兵で征服すると宣言し、義勇兵の募集と遠征費の募金を募った。ガリバルディは南米での活躍で既に英雄の名声を勝ち得ていた。そのためガリバルディの活動を政府が抑えこめば、イタリアの統一を望む民族主義者らの不満が政府に集中するのは明白だったので、カヴールはガリバルディの活動を黙認した。また中部イタリア併合と引き換えにサヴォワとニースをフランスに割譲したことについてカヴール政権を批判する声がありカヴールは弱い立場にあった。
このころ両シチリア王国では約7000人のスイス傭兵が全て本国に帰還する騒ぎがあった。1859年6月に教皇ピウス9世はペルージャでの反乱の鎮圧のためスイス傭兵を差し向け弾圧した（ペルージャ虐殺）。この事件は自由主義者らからの批判を浴び、スイス人に対する批判や憎悪も生まれた。事態を重く見たスイス政府は自国民が外国の傭兵になることを禁止した。傭兵であるにも関わらず両シチリア王国の君主に対する篤い忠誠心に感心して、ナポリに駐在していたあるイギリス大使は「この国で頼りになる兵隊はスイス兵だけだ」と言ったが、彼らの帰国で両シチリア王国の国防力は大きく低下した。
1860年にガリバルディは両シチリア王国への遠征を開始し（千人隊の遠征）、同年7月までにシチリア島全土を支配下に置いた。ガリバルディは、両シチリア王国・ローマ教皇領・ヴェネツィアを征服してサルデーニャ王に献上し、イタリア統一を達成させると宣言した。
ガリバルディが両シチリア王国全土を占領したのちローマへ侵攻すれば、ローマに駐屯するフランス軍との交戦が予想された。フランスとサルデーニャ王国の関係悪化を恐れたカヴールは直ちにガリバルディの征服事業を中断させる必要があると考え、サルデーニャ軍を南イタリアへ派兵する決断を下した。イタリア中部にあるローマ教皇領は、西はティレニア海から東はアドリア海に至る領土で、サルデーニャ王国と両シチリア王国はローマ教皇領を挟んで対峙し国境を接していなかった。そのためサルデーニャ軍は教皇領の東半分に当たるマルケとウンブリアを1860年9月に占領した。
カヴールはガリバルディが征服した地域と、マルケ、ウンブリアで、サルデーニャ王国の併合の是非を問う住民投票を実施させ、住民投票の結果は併合賛成票が約99％という圧倒的多数だったとサルデーニャ王国は発表し（不正選挙だったと言われる）、これらの地域はサルデーニャ王国に併合された。1861年3月14日にヴィットーリオ・エマヌエーレ2世は「神の御加護と人民の意志によるイタリア国王」に就くと宣誓し、3月17日に公布され イタリア王国が成立した。3月18日にピウス9世は、サルデーニャ軍の派兵で教皇領の一部を奪いイタリア王国成立に関与した全ての人物を破門に処した。カヴールは教皇庁を翻意させるべくジャコモ・アントネッリ枢機卿を買収しようと画策したが失敗した。新議会ではサルデーニャ王国の諸法令が併合された地域にそのまま適用されることが決定した。

1861年段階のイタリア

1861年3月25日にカヴールは議会で、イタリア王国の首都はローマに置かれるべきだと演説した。1861年段階でローマは教皇領の一部だったが、カヴールはローマ教皇（教皇庁）に、宗教活動の自由を保障する代わりに武装解除と世俗権力を放棄するよう促した。カヴールは政教分離の政策を表すのに「自由な国家の自由な教会」というフレーズを使用した。またカヴールは教皇が世俗権力を放棄すれば、（フランス軍に代わって）イタリア軍が教皇の強力な番兵になるだろうと語った。カヴールなりに教皇の体面を傷つけないよう言葉を選んだつもりだったが、ピウス9世から反発を招いた。ピウス9世は教皇領を包囲するように成立したイタリア王国を「カトリックに対する無限の悪と誤りを生み出す存在」と呼んで非難した。カトリック勢力は統一政府との徹底的な対決姿勢を示すためジャコモ・マルゴッティの「選ばず、選ばれず」をスローガンに、信者らにイタリア王国の国政選挙をボイコットするよう呼びかけた。
イタリア統一で多額の戦費を費やしたので、イタリア統一政府は多額の累積赤字を抱え財政収支の改善が当面の課題になった。カヴール内閣は大増税や、併合した地域に存在した修道院の所有する土地の強制接収と財源に充てるための売却を行った。
両シチリア王国を統治していたフランチェスコ2世国王夫妻はローマ教皇領へ退去した。教皇ピウス9世は、かつて1848年の革命のときに両シチリア王国が自分を匿ってくれた恩義があったので、亡命してきた国王夫妻にクイリナーレ宮殿を住居として提供した。

#### ブリガンテ
ブリガンテ（イタリア語表記ではBrigante）は、日本語では「山賊」「匪賊」と訳されるが定訳はない。山賊はブルボン朝支配時代から南イタリアに存在していたが、ガリバルディによる両シチリア王国への遠征が開始されると、ブリガンテは南イタリアで活動を活発化させた。フランチェスコ2世国王夫妻がブリガンテに協力を求めたことで、ブリガンテは「ブルボン朝の守護・再興」という錦の御旗を得て、それを旗印に掲げ山賊行為（略奪・放火・誘拐・その他テロ活動など）を行った。また両シチリア王国の滅亡によってブルボン軍は解散されたが、上級将官のみがイタリア軍に編入された。職を失ったブルボン軍の一般兵卒の一部もブリガンテに加わり、活動が活発化した。ブリガンテのルイージ・アロンジは1860年12月にソーラの街を襲撃し、半月という短い期間だが街を占領することに成功し、庁舎を襲撃して市長を殺害し、庁舎に掲げられていたヴィットーリオ・エマヌエーレ2世とガリバルディの肖像画を破棄し、フランチェスコ2世国王夫妻の肖像画に掛け替えた。

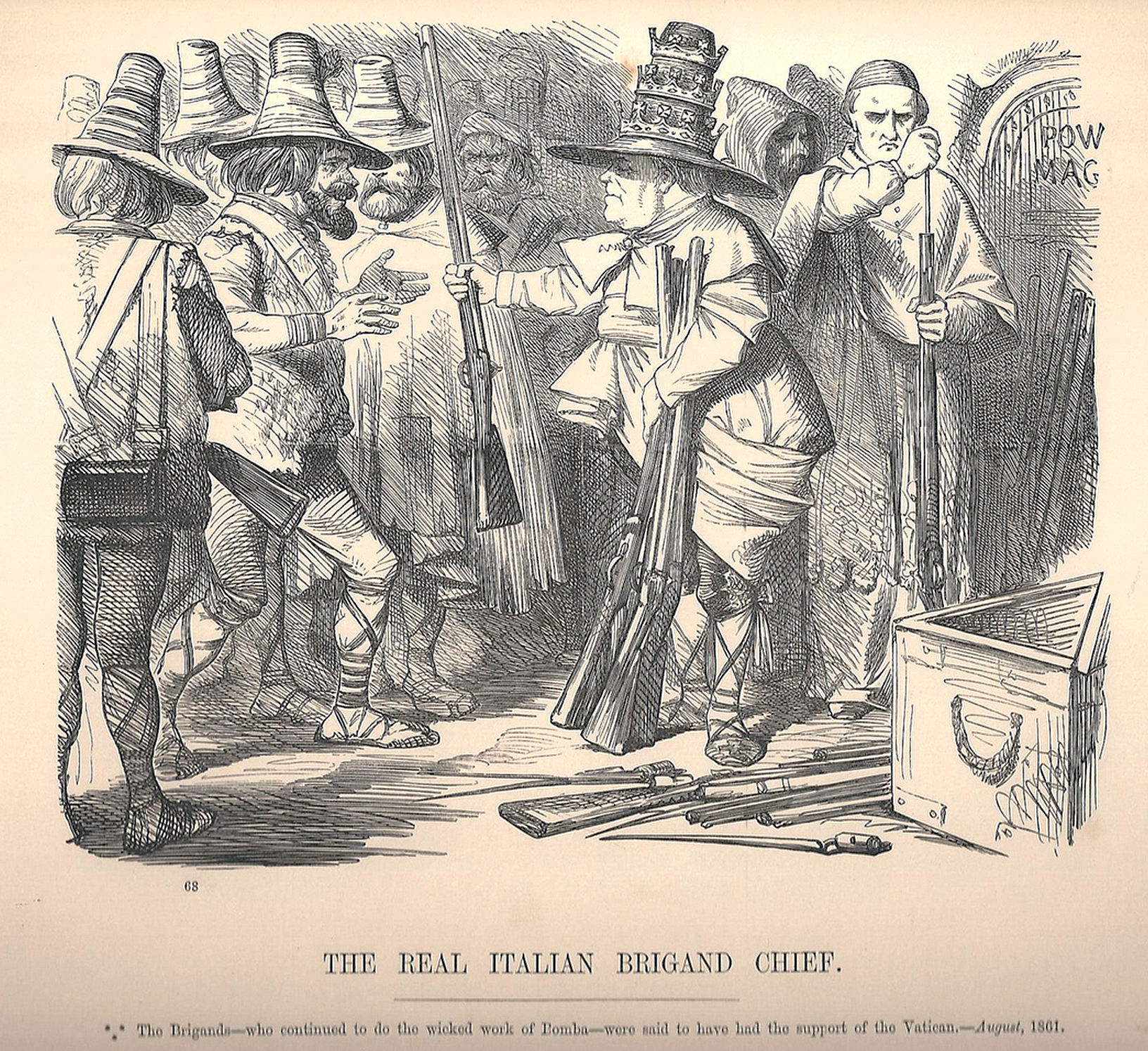
1861年にパンチに掲載された戯画。ブリガンテに銃を配布するピウス9世

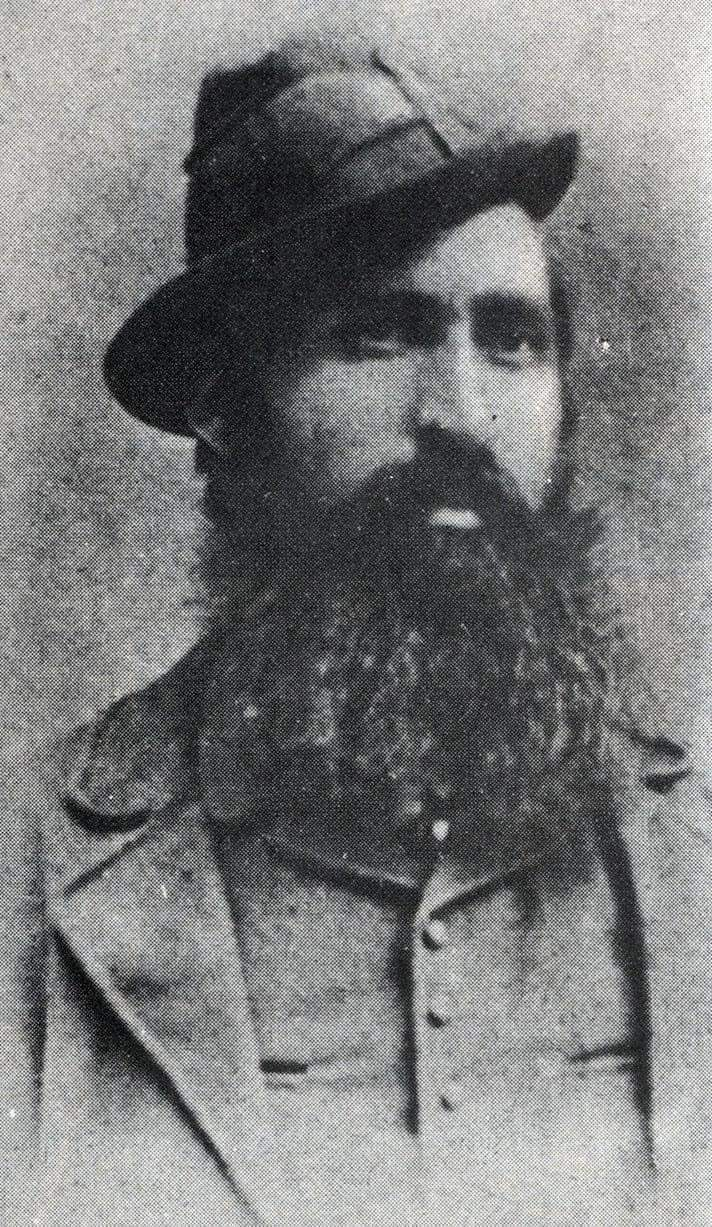
著名なブリガンテの一人、カルミネ・クロッコ

南イタリアは保守的な地域で、熱心なキリスト教信者や、統治するブルボン朝へ崇敬の念を抱く住民が多いのが特徴だった。そのためガリバルディの征服に対してブリガンテのみならず住民の反乱も頻発していた。アブルッツォではガリバルディを支持する自由主義者らが農民によって虐殺された。9月7日にボニートでは2000人以上の農民らがデモ行進を行い、ブルボン家の旗を掲げ「フランチェスコ2世万歳！」「ガリバルディに死を！」と叫んだ。かつてナポレオン・ボナパルトが指揮するフランス軍が南イタリアを侵略し、衛星国家パルテノペア共和国が樹立されたときも、枢機卿ファブリツィオ・ルッフォが熱心な信徒からなる軍勢を指揮してこれを打倒し、共和主義者らが大量かつ無差別に処刑されていた（1799年に処刑されたナポリの共和主義者のリスト）。
統一政府は、これらの抵抗活動は両シチリア王国を支配していたブルボン朝の悪政によるもの（封建的支配で啓蒙がなされず自由主義的・近代的価値観が定着していない）とするのが基本スタンス（公式見解）だったが、教皇庁の公的機関誌『チヴィルタ・カットーリカ』は1861年2月に以下のような文を掲載し、統一政府の見解を批判しブリガンテや南イタリア住民の抵抗活動を評価した。
カヴールの政策に反対する教皇庁は、ブリガンテに武器・弾薬・衣類・食料の提供を行い、教皇領の国境地帯に位置する教会施設もブリガンテに供与した。南イタリアでは聖職者が一般信徒に対して、イタリア統一に協力すれば破門され地獄に落ちると呼びかけた。イギリスの首相パーマストンは「南部の騒乱はフランチェスコ2世とローマ教皇ピウス9世の扇動によってもたらされているものだ」と英国議会で演説した。イタリア議会下院では、信者らによる教皇庁への献金を禁止することが真剣に議論されていた。
1860年12月にカヴールは「目的は議論の余地がないほど明白です。イタリアでもっとも腐敗し、もっとも弱体的な場所（南イタリア）に統一を課すのです。手段について躊躇する必要はありません。道義的な力で不足すれば物理的な力です」というよく知られた文を国王に上奏し、1861年3月の議会演説で「（ブリガンテに対して）議会で承認された強力な行動と効果的な解決法（軍事力の行使）を、私は適切に用いるであろう」と述べ、カヴールは創設されたばかりのイタリア軍にブリガンテなど抵抗する南部住民を容赦なく鎮圧するよう命令した。カヴール存命中の1861年（カヴールは1861年6月に死去）は南部に国軍約５万人を配備していたが、ブリガンテの活動激化で増員されていき、1864年には国軍の3分の2にあたる約12万人もの大軍が南部に駐屯していた。北イタリア人は、前近代的だとして南イタリア人に対する差別意識を持っていたが、北イタリアの若い世代がブリガンテ鎮圧に従軍すると「野蛮な南部」という差別意識をさらに増大させた。
カヴール没後のイタリア議会は、ブリガンテを徹底的に取り締まるため1863年にピカ法を制定した。この法令は南イタリアで適用された。ブリガンテは軍事裁判で裁かれることになり、ブリガンテとその共犯が疑われる人物に対して強制指定居住を命じることが可能になった。この法令の問題点は「共犯者」の定義があいまいなことで、ブリガンテと無関係なその親族や友人のほか、共和主義者（民主主義者）や旧ブルボン朝支持者など統一政府にとって都合の悪い人物も無差別に逮捕され、南部住民の権利が抑圧された。
南部騒乱の犠牲者数については様々な説が存在する。主流説によれば国軍との交戦と治安当局の取り締まりによって、少なくとも5000人以上のブリガンテが戦死もしくは殺害されて命を落とし、8000人以上が逮捕されたという。極めて誇張の可能性が高いが、教皇庁の公的機関誌『チヴィルタ・カットーリカ』は「統一政府の弾圧による南部住民の犠牲者数は100万人」だと当時報じた。
ブリガンテの騒乱はイタリア南部と北部の内戦の様相を呈した。ブリガンテを巡る歴史認識はイタリアで様々な論争があり、リソルジメント修正主義に立脚する歴史家はブリガンテを北部（ガリバルディ）の侵略に対する抵抗運動だとみなし、それに懐疑的・批判的な歴史家はリソルジメント修正主義を、イタリア統一を否定する非愛国的な歴史観だと捉えている（一例としてサンテナ・カヴール城を管理するカヴール財団友の会は、ブリガンテの騒乱は南部でよく見られた山賊が両シチリア王国の滅亡に伴う混乱で活動を活発化させたものにすぎず、マルクス主義者らの言うブルジョア統一政府に対する階級闘争でもなければ、リソルジメント修正主義者らのいう南北間の内戦や北部に対するレジスタンス（抵抗運動）でもないという見解をホームページに掲載している）。日本の歴史学者の小田原琳はブリガンテを「山賊と呼ばれているものの、実態は貧窮を訴え土地に関する要求を掲げる農民たちの反乱や、新王国（統一政府）と政治的に対立する旧両シチリア王国の王朝支持者たちや軍人、イタリア統一を認めがたい教皇庁などの勢力が複雑に絡み合ったもの」と定義している。
- 教皇ピウス9世に謁見するフランチェスコ2世（教皇の左隣の燕尾服の人物）
- 当時の戯画。山賊の首領に見立てられたフランチェスコ2世。
- ルイージ・アロンジ（イタリア語版）（通称キアボーネ）率いるブリガンテ集団に食事を提供する修道院
- ブリガンテ鎮圧のためピカ法（イタリア語版）が適用された地域

#### カヴールの死
長年ピウス9世と激しく対立したカヴールはマラリアとみられる症状（高熱・せん妄）を発症し1861年6月に急死した。教皇やカトリック教会と対立していたカヴールだったが、無神論者ではなかったのでキリスト教徒として死ぬことを望んだ。カヴールは破門されていたが知人のジャコモ神父（マドンナ・デリ・アンジェリ教会の教区司祭）に依頼し、6月5日の朝にカヴールは秘跡（ゆるしの秘跡）を受けた。破門された者に秘跡を施したのでピウス9世は、ジャコモ神父の聖職者としての地位を剥奪した。2011年に発見された、ジャコモ神父からピウス9世へ宛てた書簡には「カヴール伯爵は精神の錯乱が見られたが、伯爵は確かに”キリスト教徒として死ぬことを望む”と語った」と書かれていた。ジャコモ神父への懲罰は、次のローマ教皇レオ13世の代になってようやく解除された。
カヴールが50歳と比較的若く没したことについて「カヴールは神罰を受けた」と当時の聖職者たちは考えていた。教皇庁の公的機関誌『チヴィルタ・カットーリカ』はカヴールの死を「天上からの復讐」だと報じた。

### 近代社会との対決、教皇領の失陥

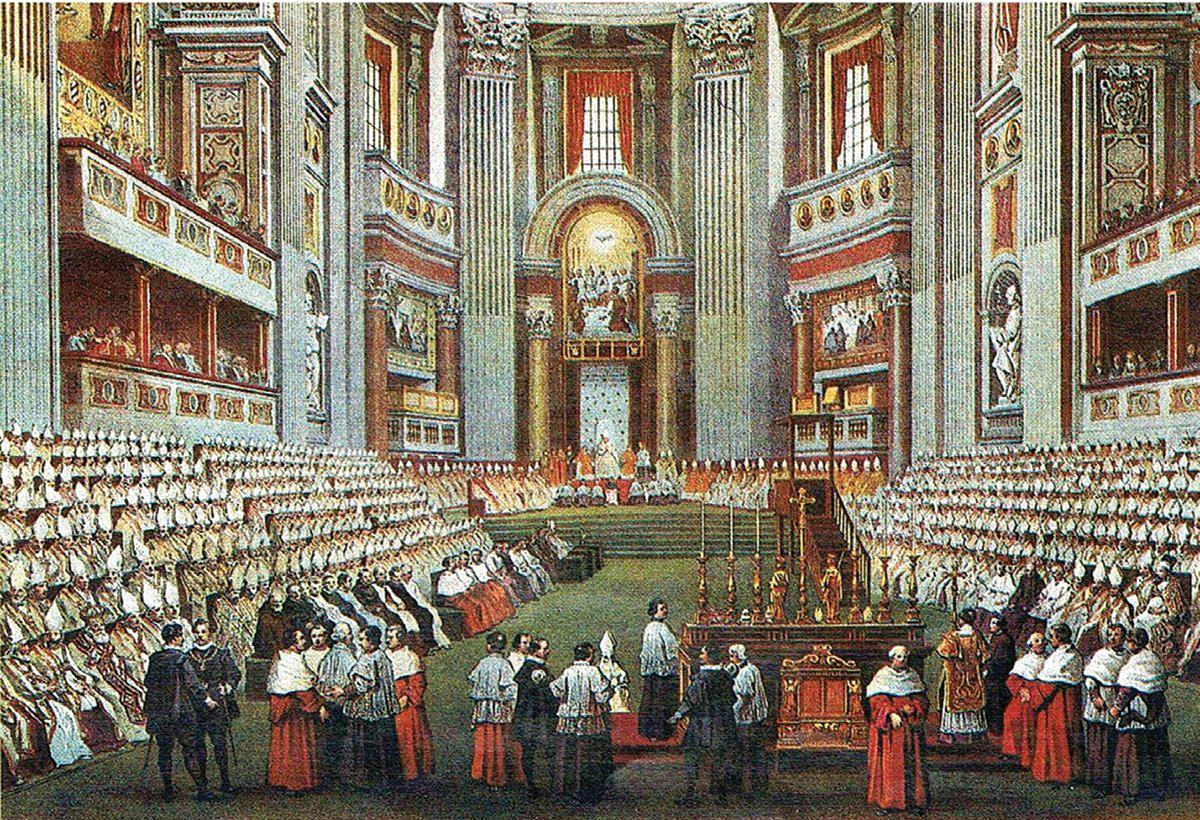
第1バチカン公会議

ピウス9世は1864年に『誤謬表』を発表し論争を呼んだ。『誤謬表』では自由主義・信教の自由・自由主義神学・社会主義・共産主義などが誤謬とされた。『誤謬表』では進化論への言及はなかったが、ピウス9世は反進化論者へ宛てた書簡で「この学説（進化論）は、歴史にも、伝統にも、科学にも、観察された事実にも、そして理性そのものにも矛盾していますから、反論する必要がないように見えます」と述べていることから、進化論は論じるまでもなく誤謬だと考えていた。教皇庁の公的機関誌『チヴィルタ・カットーリカ』は進化論を攻撃する言説を繰り返し掲載していた。
19世紀のヨーロッパでは動物福祉（動物愛護）の機運が高まり動物愛護団体が結成された。
この運動の背景には進化論があり、人と他の動物は進化の過程で分化したのであり、優劣はなく人と同じく動物の権利を認め不必要な苦しみを与えるべきでないとした。ピウス9世はそうした機運に反対した。カトリックの教義では、高貴ならざる被造物（動物・植物）は高貴な被造物（人間）のために存在し、高貴ならざる被造物は利用されるためだけの存在で理性を持たないので、動物の命を奪っても神の摂理に反しないと解釈していた。ピウス9世はローマに動物愛護団体を設立することを許可しなかった。またピウス9世は「人間は人間に対して義務を負うが、（人間以外の）下等生物に対しては義務を負わない」と述べた。
1870年にイタリア王国は、普仏戦争のためフランス軍の撤退で無防備となったローマを占領した。翌1871年、教皇領が廃止され、ローマが正式にイタリア王国の首都となると、教皇は自らが「バチカンの囚人」であると宣言し、イタリア政府関係者を破門に処し、カトリック信者がイタリア議会議員選挙に投票することを禁じる教令「ノン・エクスペディト」の発令や、王族の冠婚葬祭の招待の黙殺などの対抗処置を行い、イタリア政府とバチカンは完全に断交状態に陥った（ローマ問題）。
第1バチカン公会議はこのような不安定な政情の中で行われ、普仏戦争の勃発によって予定会期のほとんどを消化しないまま無期限休会（実質的には閉会）になった。ここで採択された「教皇不可謬説」は、その解釈をめぐって大きな波紋を呼ぶことになった。「教皇不可謬説」では教皇の決定や公的発言は神（聖霊）の導きによるもので、誤りや間違えはありえず、それらは常に正しいものだとされた。

### 晩年
教皇領の失陥以降、ピウス9世は生涯バチカンから一歩も外へ出ることはなかったが、カトリックの最高指導者としての影響力を存分に行使した。
1871年にはカトリック抑圧を行ったドイツ帝国の宰相ビスマルクとの間で文化闘争を引き起こした。ピウス9世はビスマルクに全く怯むことなく圧力を加え続けたが、カトリックの教勢守護のための活動を最後まで精力的に続けた。

### 帰天

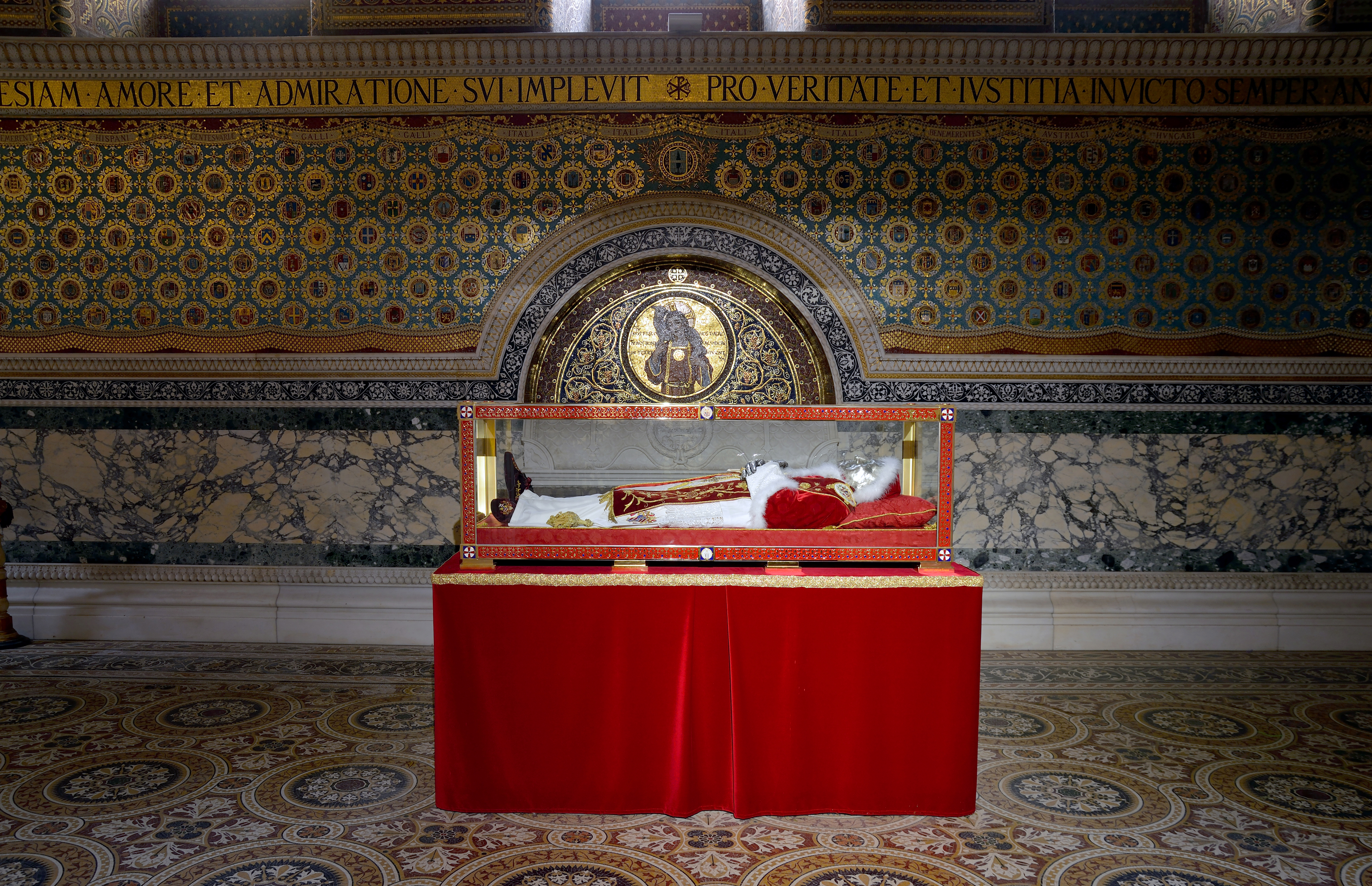
ピウス9世の墓所

1878年2月7日、教皇宮殿にて帰天。最期の言葉は「私が愛してやまない教会を守れ（proteggete la Chiesa che ho tanto amato）」だったと言われる。在位期間は31年7か月におよび、史実で明らかな教皇たちの中では最長の在位期間を記録した。遺骸は遺言により、ローマ帝国期に殉教した聖人ラウレンティウスを祀るサン・ロレンツォ・フオーリ・レ・ムーラ大聖堂に埋葬された。自らを殉教者になぞらえたものでイタリア統一政府への抗議の姿勢であったとされる。
長年にわたるピウス9世の保守的言動に反感を持つ自由主義者は多く、7月12日の葬儀ではデモが起こり、棺に泥を投げつけ、あわやテヴェレ川に投げ込もうとする騒擾へ発展するなど、即位時と全く異なる状態であった。
2000年9月3日、教皇ヨハネ・パウロ2世によって列福された。

## 逸話・後世への影響
ピウス9世と日本は縁があり、1862年に日本二十六聖人を列聖したのがピウス9世であり、1868年には長崎での信徒発見のニュースに対して喜びをあらわす書簡を発表している。
ピウス9世が誤謬と定めた事項の一部は第2バチカン公会議で撤回され、異宗派・異教徒を尊重すると謳った『ノストラ・エターテ』が発表された。しかしこうした教皇庁のリベラルな姿勢への変化は「カトリック教会の外に救いなし」とする従来の保守的な教義に反し教皇庁自体が異端と化したとして、第2バチカン公会議以降の教皇は異端（偽物）であると主張する教皇空位論を唱えるカトリック信者が一定数存在する。

## 肖像画など
- ピウス9世（1847年）
- ピウス9世（1871年）